# Giant’s Grave (Fetlar)

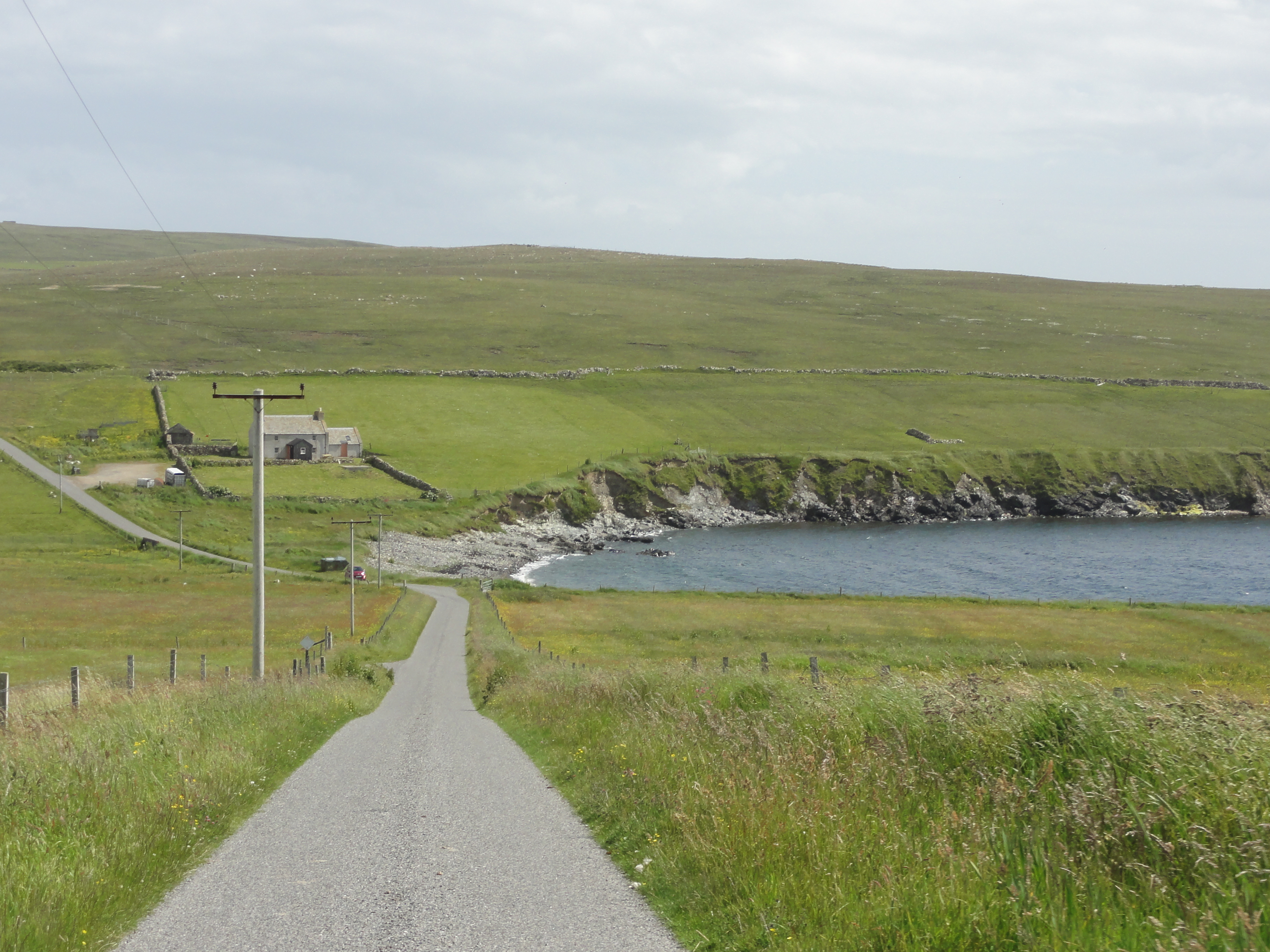
Wick of Aith

Giant’s Grave (auch The Viking’s Grave genannt) in Wick of Aith auf der Shetland-Insel Fetlar ist ein Bootsgrab der Wikinger.
Ein kleiner ovaler mit Magerwiesen bedeckter Hügel, der einem umgedrehten Boot ähnelt, liegt am Rande eines Walles über dem Strand. Der aus Steinen des Meeresuferaufschlusses errichtete Hügel, mit seiner Nordost-Südwest orientierten Hauptachse, misst etwa 10,7 × 5,5 m. Laut der lokalen Tradition ist hier ein Riese mit seinem Boot und seinem Geld unter dem Kopf begraben.
1932 wurde eine dicke spitzovale Bronzeplatte mit einem Bolzen in der Mitte und Nieten, die einst die Bootsplanken zusammenhielten, dem National Museum of Antiquities of Scotland in Edinburgh geschenkt, von denen angenommen wurde, dass sie von der Grabanlage stammen. Die Bronzeplatte wurde jedoch später als neuzeitlich erkannt.
Bei Ausgrabungen 2002 im Rahmen der Archäologie-Fernsehsendung Time Team wurde festgestellt, dass das Grab ausgeraubt war, nur wenige Artefakte waren in situ: Neben weiteren Nieten wurde eine große ovale Brosche aus Bronze mit Tierornamenten gefunden. Die Brosche entspricht einer Form, nach der Broschen in der frühen Wikingerzeit, etwa 800–850, hergestellt wurden und die in der Regel paarweise getragen wurden. Dies deutet darauf hin, dass hier eine Frau von hohem sozialen Status begraben wurde. Nach der im Bootsgrab von Scar bestatteten Frau ist Giant’s Grave somit das zweite bekannte Bootsgrab für eine Frau.
Die gefundene Brosche wurde im Shetland Museum in Lerwick deponiert.